# 锋芒草
锋芒草（学名：Tragus racemosus）为禾本科锋芒草属下的一个种。